# Гішо-Мару
Гішо-Мару — транспортне судно, яке під час Другої світової війни взяло участь у операціях японських збройних сил в архіпелазі Бісмарка.
Гішо-Мару спорудили в 1941 році на верфі компанії Kawakami в Кобе на замовлення Sanko Kisen.
У першій половині 1943-го судно загинуло під час бойових дій у Меланезії (ще в середині 1942-го тут почались активні бойові дії на Соломонових островах та сході Нової Гвінеї). Обставини цієї втрати достеменно невідомі. За одними даними, Гішо-Мару загинуло 6 лютого 1943 в морі Бісмарка внаслідок атаки літаків B-24 «Ліберейтор» північніше від центральної частини острова Нова Британія (втім, те ж джерело вказує на втрату в районі між Кавієнгом та Рабаулом, тобто поблизу західного узбережжя острова Нова Ірландія).
Також існує версія, що Гішо-Мару загинуло 2 квітня 1943 внаслідок атаки неідентифікованого підводного човна між островами Бугенвіль та Велья-Лавелья (Соломонові острови).